# Société des Usines Chausson
Die Société des Usines Chausson war ein ehemals bedeutender französischer Hersteller von Autokarosserien und Omnibussen mit dem Markennamen Chausson.

## Geschichte

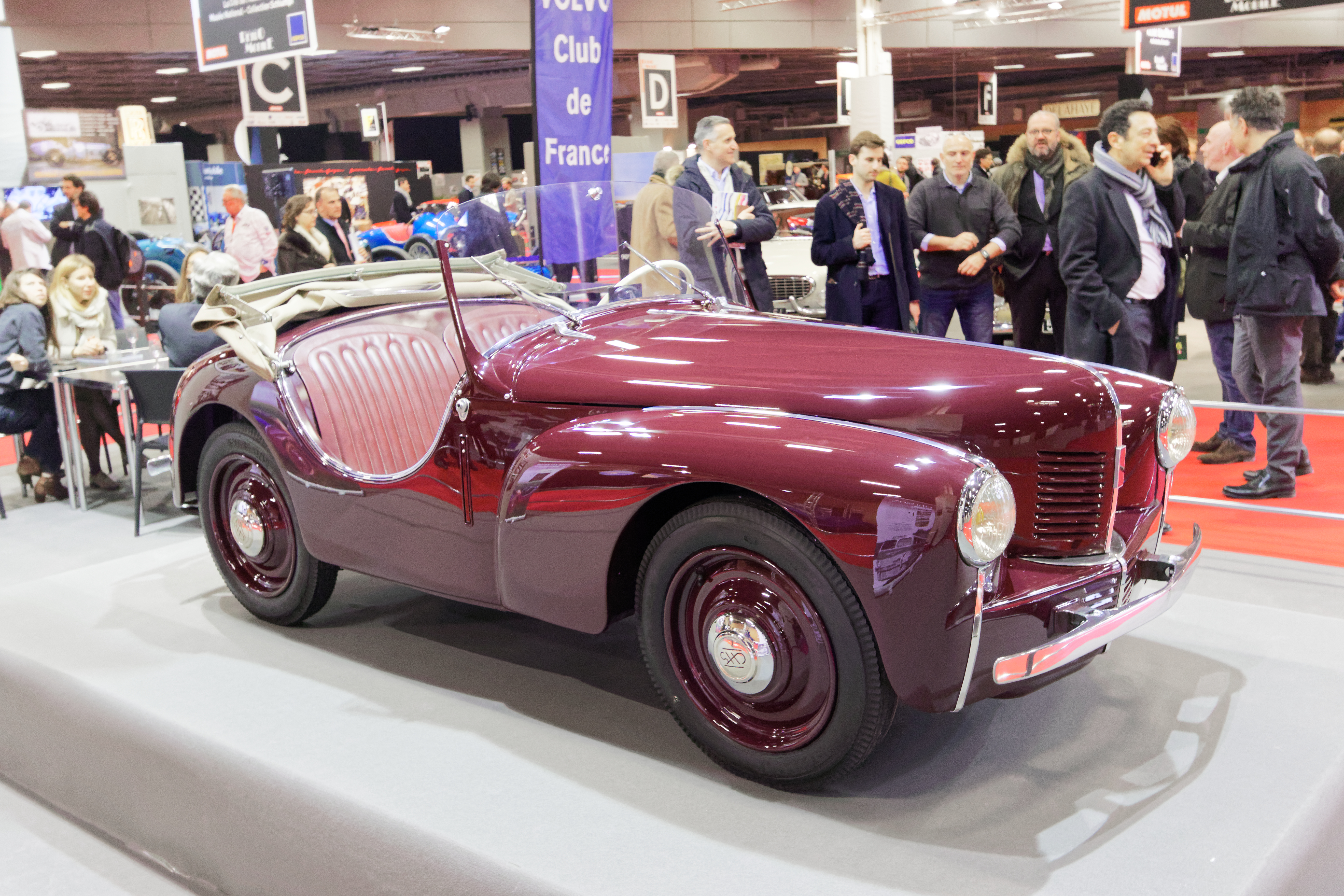
Prototyp des Chausson CHS von 1947, 2017 ausgestellt auf der Fachmesse Rétromobile in Paris

Das Unternehmen wurde 1907 in Asnières-sur-Seine mit der Firma Ateliers Chausson Frères von den drei Brüdern Jules, Gaston und Paul Chausson gegründet. Es beschäftigte sich zunächst mit der Herstellung von Wärmetauschern. Später stellte es auch Fahrzeugkarosserien her. Chausson belieferte fast alle französischen Automobilhersteller (außer Renault) mit Kühlern.

### Karosseriebau und Übernahme eines Automobilherstellers
Für die in Frankreich produzierten Pkw-Modelle von Ford entstanden die Karosserien, sodass Chausson 1934 Maschinen von Budd erwarb, um Stahlkarosserien aus tiefgezogenen, elektrisch punktgeschweißten Blechen herstellen zu können. Diese Maschinen wurden im Werk im Pariser Vorort Meudon installiert.
1936 wurde der in finanzielle Schwierigkeiten geratene Automobilhersteller Chenard & Walcker in Gennevilliers übernommen. 1942 begann die Entwicklung eines Kleinwagens, der im Oktober 1946 auf der Mondial de l’Automobile in Paris präsentiert wurde. Für den Antrieb sorgte ein wassergekühlter Einzylinder-Zweitaktmotor mit 350 cm³ Hubraum und 10 PS (7,4 kW) Leistung, der über ein Dreiganggetriebe die Vorderräder antrieb. Die offene Karosserie bot Platz für zwei Personen. Zur Serienproduktion kam es nicht. L. T. Delanay and Sons, Ltd. aus Cricklewood versuchte eine Lizenzfertigung, die allerdings ebenfalls nicht zustande kam. 1948 wurde das Projekt eingestellt. Ein Fahrzeug existiert noch. Es ist auf Baujahr 1947 datiert und wurde 2012 für 11.200 Pfund Sterling versteigert.
Vom ehemaligen Lokomotivhersteller Brissonneau et Lotz wurde 1959 die kleinere Automobilsparte in Creil übernommen. Hier wurden Pkw-Karosserien produziert, so für die Renault Caravelle (auch Floride genannt), den Opel GT und den Citroën SM.

### Omnibusbau

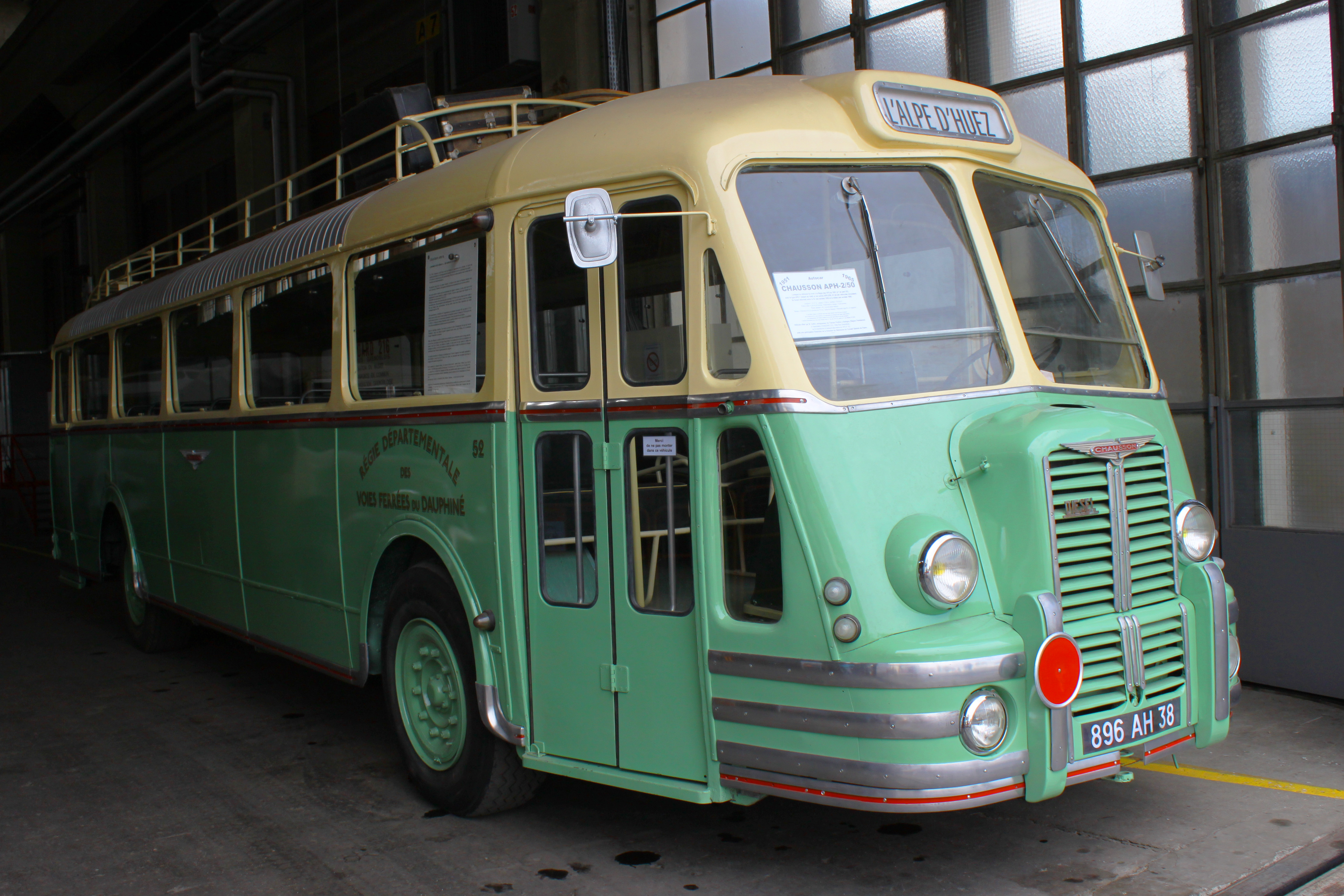
Chausson APH2-50 mit der „Schweinenase“

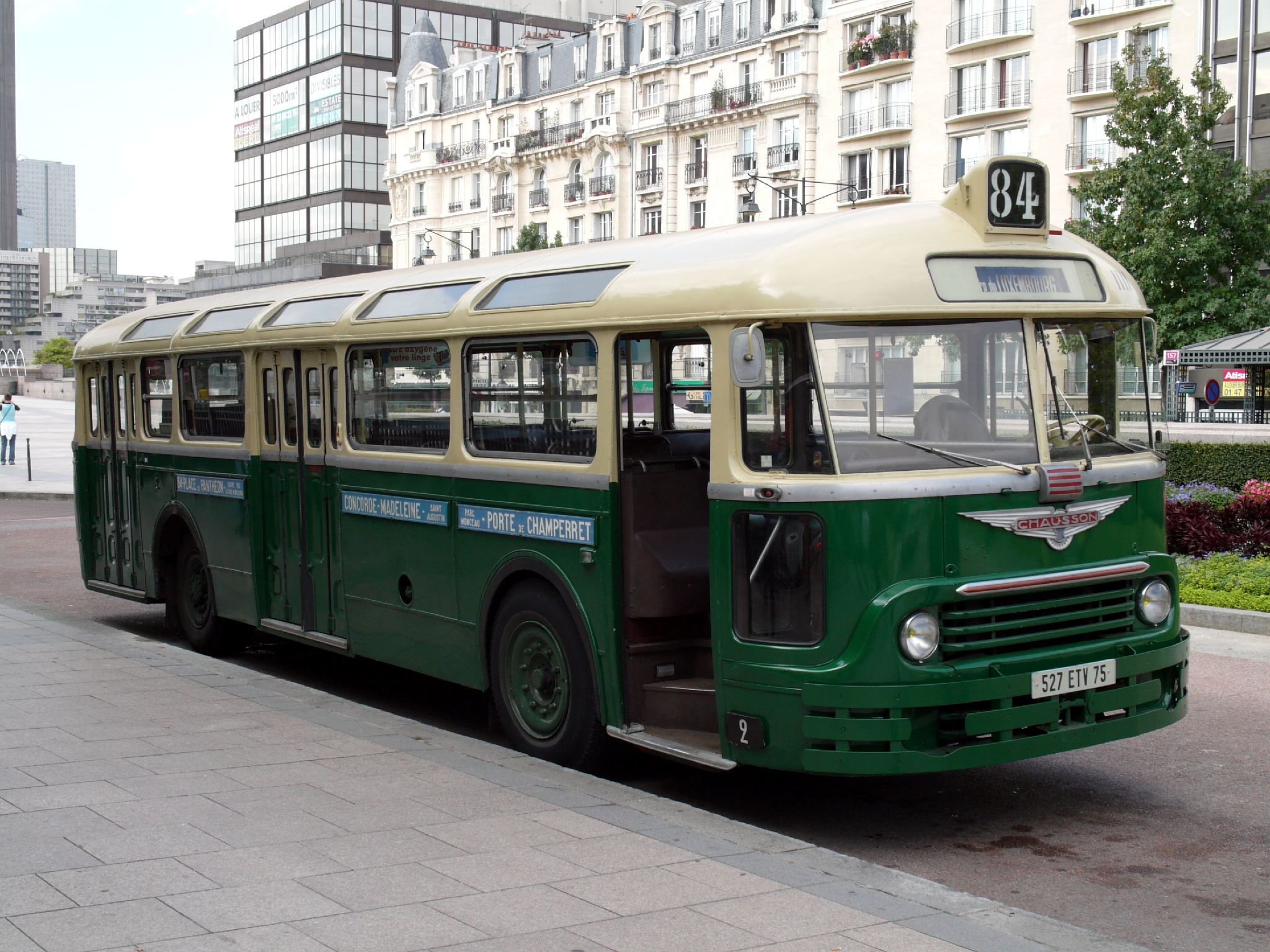
Chausson-Stadtbus mit dem breiten Kühlergrill

1942, während des Zweiten Weltkriegs, baute Chausson seinen ersten Omnibus, der mit einem Imbert-Holzvergaser ausgerüstet wurde. Nach dem Krieg wurde in Frankreich der Fahrzeugbau vom Staat reguliert. Nach dem sogenannten Pons-Plan kam Chausson die Rolle eines Omnibus-Pruduzenten zu. Bereits am 26. Mai 1948 wurde der 2000. Bus fertiggestellt. Die Busse wurden auch exportiert, so erhielt Polen bis 1950 mindestens 600 Fahrzeuge. In den 1950er Jahren waren die Chausson-Linien- und Reisebusse mit ihrer charakteristischen Front mit dem vorgesetzten Kühler auf den französischen Straßen allgegenwärtig. Der Volksmund gab den Fahrzeugen den Spitznamen „nez de cochon“ (deutsch: Schweinenase). 1952 wurde das neue Modell AP 52 vorgestellt, das weiter entwickelt wurde (ASH 521 und 522). Durch den modularen Aufbau waren verschiedene Konfigurationen möglich. Das Fahrzeug konnte als Stadt-, Überland- und Reisebus geliefert werden, Kunden konnten Anzahl und Anordnung der Türen, die Bestuhlung und zusätzliche Dachrandverglasung wählen. Die späteren Modelle erhielten einen breiten Kühlergrill. Die Ottomotoren kamen von Panhard oder Hotchkiss, die Dieselmotoren von Panhard, Hispano oder SOMUA.
Die Buchstaben bei den Typenbezeichnungen der Busse bedeuteten:

1. A für Autobus

2. für den Motorlieferanten: H für Hotchkiss, P für Panhard, S für SOMUA

3. für die Kraftstoffart: E für essence (Benzin = Ottomotor), H für huile lourde (Diesel)

## Produktionszahlen Omnibus
Gesamtproduktion von 1942 bis 1959
| Jahr | 1942–1948 | 1949 | 1950 | 1951 | 1952 | 1953 | 1954 | 1955 | 1956 | 1957 | 1958 | 1959 | Summe |
| ---- | --------- | ---- | ---- | ---- | ---- | ---- | ---- | ---- | ---- | ---- | ---- | ---- | ----- |
|      | über 2000 |      |      |      | 890  | 983  | 1206 |      |      |      |      |      |       |

### Übernahme durch Renault
Durch den Erfolg expandierte das Unternehmen kräftig. Es bestanden Werke in Asnières-sur-Seine, Gennevilliers, Meudon, Reims, Creil, Maubeuge und Laval. In den besten Jahren wurden rund 13.000 Mitarbeiter beschäftigt.
1959/1960 wurde das Unternehmen durch Renault vollständig übernommen. Unter dem Markennamen „Saviem-Chausson“ wurden die bestehenden Omnibus-Modelle noch einige Zeit weitergebaut, bis der Markenname für die französischen Busse in Saviem geändert wurde.

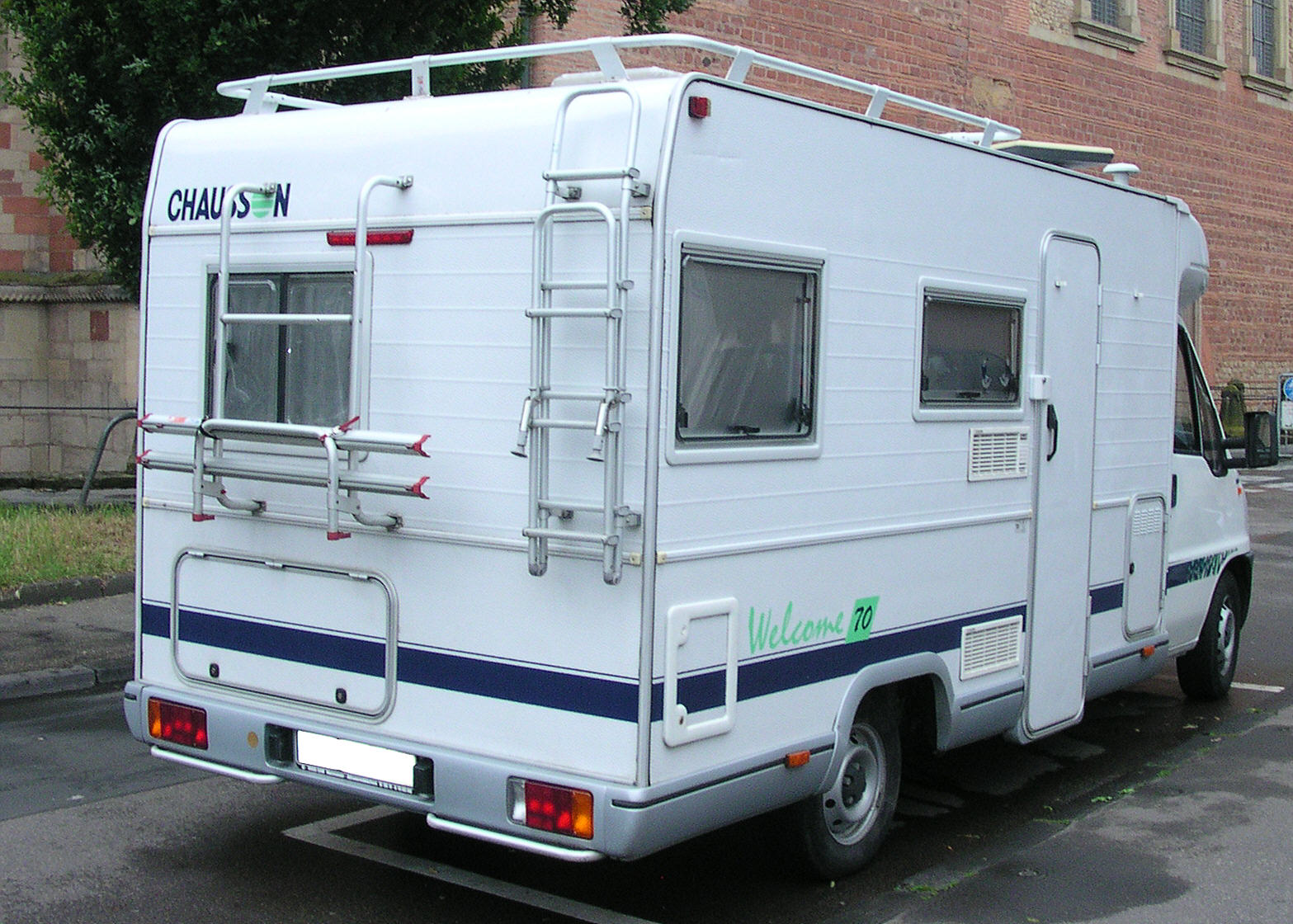
Chausson-Wohnmobil

## Wohnmobil-Aufbauten
Seit 1980 werden unter dem Markennamen „Chausson“ im Werk Tournon-sur-Rhône Wohnmobile hergestellt. Seit 1994 gehört das Werk vollständig zur französischen Firmengruppe Trigano, einem der größten europäischen Produzenten von Wohnmobilen und Campingartikeln.